# ENTSO-E
ENTSO-E (англ. European Network of Transmission System Operators for Electricity) — европейская сеть системных операторов передачи электроэнергии — организация, объединившая в июле 2009 года электрические сети объединений ATSOI, BALTSO, ETSO, NORDEL, UCTE и UKTSOA. Устоявшийся вариант перевода названия организации на русский язык в настоящее время отсутствует. В терминологии ОАО «СО ЕЭС» ENTSO-E переводится как «Европейское сообщество операторов магистральных сетей в области электроэнергетики».

ATSOI, BALTSO, ETSO, NORDEL, UCTE и UKTSOA, объединившиеся в ENTSO-E.

## Миссия
Декларируемыми целями организации являются:
- Обеспечение взаимодействия системных операторов общеевропейского и регионального уровня
- Содействие интересам системных операторов
- Нормотворчество в соответствии с законодательством Европейского союза

Миссией ENTSO-E является обеспечение надежной эксплуатации, оптимального управления и развития европейской системы передачи электроэнергии в целях обеспечения энергетической безопасности и удовлетворения потребностей внутреннего рынка энергии.

## История
12 февраля 2021 года в связи с выходом Великобритании из Европейского союза от ENTSO-E были отключены энергосети National Energy System Operator, Scottish Hydro Electric Transmission и ScottishPower Transmission: в сети остался только один британский оператор System Operator for Northern Ireland, обслуживающий Северную Ирландию.
16 марта 2022 ENTSO-E интегрировала энергосистемы Украины и Молдовы. 1 января 2024 года Укрэнерго стал членом ENTSO-E.
9 февраля 2025 года в 14:05 Литва, Латвия и Эстония присоединились к европейской электрической системе.
Турецкая энергетическая компания ТЕИАШ и молдавская Moldelectrica имеют статус наблюдателей.

## Участники
Участниками ENTSO-E являются 40 системных оператора из 36 стран.
| Страна               | Операторы                                                                                       |
| -------------------- | ----------------------------------------------------------------------------------------------- |
| Австрия              | Austrian Power Grid AG, Vorarlberger Übertragungsnetz GmbH                                      |
| Албания              | Operatori i Sistemit të Transmetimit sh.a                                                       |
| Босния и Герцоговина | Nezavisni operator sustava u Bosni i Hercegovini                                                |
| Бельгия              | Elia System Operator SA                                                                         |
| Болгария             | Electroenergien Sistemen Operator EAD                                                           |
| Швейцария            | Swissgrid AG                                                                                    |
| Кипр                 | Cyprus Transmission System Operator                                                             |
| Чехия                | ČEPS a.s.                                                                                       |
| Германия             | TransnetBW GmbH, TenneT TSO GmbH, Amprion GmbH, 50Hertz Transmission GmbH                       |
| Дания                | Energinet                                                                                       |
| Эстония              | Elering AS                                                                                      |
| Испания              | Red Eléctrica de España S.A.                                                                    |
| Финляндия            | Fingrid Oyj                                                                                     |
| Франция              | Réseau de Transport d'Electricité                                                               |
| Великобритания       | System Operator for Northern Ireland                                                            |
| Греция               | Independent Power Transmission Operator S.A.                                                    |
| Хорватия             | HOPS d.o.o.                                                                                     |
| Венгрия              | MAVIR Magyar Villamosenergia-ipari Átviteli Rendszerirányító Zártkörűen Működő Részvénytársaság |
| Ирландия             | EirGrid plc                                                                                     |
| Исландия             | Landsnet hf                                                                                     |
| Италия               | Terna — Rete Elettrica Nazionale SpA                                                            |
| Литва                | Litgrid AB                                                                                      |
| Люксембург           | Creos Luxembourg S.A.                                                                           |
| Латвия               | AS Augstsprieguma tīkls                                                                         |
| Черногория           | Crnogorski elektroprenosni sistem AD                                                            |
| Македония            | Македонски електропреносен систем оператор                                                      |
| Нидерланды           | TenneT TSO B.V.                                                                                 |
| Норвегия             | Statnett SF                                                                                     |
| Польша               | Polskie Sieci Elektroenergetyczne S.A.                                                          |
| Португалия           | Redes Energéticas Nacionais, SGPS, S.A.                                                         |
| Румыния              | C.N. T.E.E. Transelectrica S.A.                                                                 |
| Сербия               | Akcionarsko društvo Elektromreža Srbije Beograd                                                 |
| Швеция               | Svenska kraftnät                                                                                |
| Словения             | ELES, d.o.o.                                                                                    |
| Словакия             | Slovenská elektrizačná prenosová sústava, a.s.                                                  |
| Украина              | Укрэнерго                                                                                       |